# اولاد راشد
اولاد راشد (به عربی: أولاد راشد) یک شهرداری در الجزایر است که در استان بویره واقع شده‌است. اولاد راشد ۸٬۵۵۳ نفر جمعیت دارد.